# Evropská silnice E88
Mezinárodní silnice E88 je evropská silnice, která vede z turecké metropole Ankary přímo na východ, přes Yozgat a Sivas, a před Refahiye se napojuje na silnici E80 směr Erzincan a Erzurum. Je dlouhá 620 km a vedená je vesměs po rychlostní silnici D.200.

## Trasa
Turecko
- Ankara (E89, E90)
- – Elmadağ – Kırıkkale – Yozgat – Sivas – Maksutmor – E80 (Refahiye)